# Ventilago diffusa
Ventilago diffusa är en brakvedsväxtart som först beskrevs av George Don jr, och fick sitt nu gällande namn av Arthur Wallis Exell. Ventilago diffusa ingår i släktet Ventilago och familjen brakvedsväxter. Inga underarter finns listade i Catalogue of Life.